# Senne Leysen
Senne Leysen (ur. 18 marca 1996 w Tielen) – belgijski kolarz szosowy.
Kolarstwo uprawiał również jego ojciec, Bart Leysen.

## Osiągnięcia
Opracowano na podstawie:

2014
- 3. miejsce w mistrzostwach Belgii juniorów (jazda indywidualna na czas)
- 1. miejsce na 2. etapie Junioren Driedaagse van Axel
- 2. miejsce w mistrzostwach Belgii juniorów (start wspólny)

2015
- 1. miejsce w klasyfikacji młodzieżowej Tour de Berlin

2016
- 1. miejsce w mistrzostwach Belgii (jazda drużynowa na czas)

2017
- 1. miejsce w mistrzostwach Belgii U23 (jazda indywidualna na czas)

2020
- 2. miejsce w Tour Bitwa Warszawska 1920
  - 1. miejsce w klasyfikacji młodzieżowej
  - 1. miejsce na 3. etapie

## Rankingi
| Rok             | 2015 | 2016  | 2017  | 2018  | 2019  | 2020 | 2021  | 2022  | 2023  | 2024  |
| --------------- | ---- | ----- | ----- | ----- | ----- | ---- | ----- | ----- | ----- | ----- |
| World Ranking   |      | 2467. | 1130. | 2035. | 1224. | 529. | 2040. | 2217. | 2099. | 1946. |
| UCI Europe Tour | 826. | 1638. | 1476. | 1556. | 851.  | 432. | 1386. | 1395. | -     | -     |
| UCI Asia Tour   | -    | -     | -     | 706.  |       |      |       |       |       |       |
|                 |      |       |       |       |       |      |       |       |       |       |
| Źródło: UCI     |      |       |       |       |       |      |       |       |       |       |